# Гессий (IV век)
Гес(с)ий (лат. Gessius) — житель Римского Египта IV века, судьбе которого посвящены 8 эпиграмм Паллада, входящие в Палатинскую антологию (VII, 681—688). Возможно также, он был адресатом ряда писем известного оратора Либания, который писал двум людям с этим именем. Поскольку имя Гессий не было очень распространено, возникли теории о тождественности кого-то из этих людей с известным оппонентом-язычником архимандрита Шенуте или президом Фиваиды Флавием Элием Гессием.

## Гессий и Либаний
С начала XX века предпринимаются попытки прояснить просопографические детали о человеке или людях по имени Гессий, живших в IV веке. В отличие от большинства людей того периода, упоминания о нём сохранились в нескольких источниках. Оратор Либаний ряд своих писем (Ep. 892, 1042, 1524) адресовал к двум различным Гессиям, один из которых был житель Антиохии, другой являлся уроженцем Египта. C другой стороны, в Палатинскую антологию включены 8 эпиграмм, посвящённых человеку с таким именем. В 1906 году немецкий историк Отто Зеек отождествил египетского корреспондента Либания с адресатом эпиграмм Паллада и, одновременно с этим, заклятым врагом архимандрита Шенуте. Также Зеек предположил, что этот Гессий тождественен известному из папирологических источников Флавию Элию Гессию (др.-греч. Φλαύιος Αἳλιος Γέσσιος), военному губернатору (президу) Фиваиды в 378 году. Следующую попытку идентификации предпринял в 1960 году английский литературовед Сесил Боура, который в основном согласился с выводами Зеека. В этом случае о египетском Гессии известно, что он был племянником Апеллия и зятем Геронтия и учеником Либания. Его ученичество, согласно PLRE (Gessius 1), относится к периоду до 355 года. В 388—392 годах Гессий составил себе репутацию ритора в Египте. В течение какого-то времени он выполнял поручения императора и, возможно, действительно был президом Фиваиды. Таким образом история катастрофического падения этого человека вполне могла привлечь Паллада.
Эпиграммы Паллада рисуют трагический финал жизни Гессия в довольно неясных выражениях. Ясно, что желая достичь высокого звания, вероятно консульского, он покинул свой дом, но погиб, ничего не достигнув. Детали этих событий скрываются за туманными аллюзиями и игрой слов. Судя по эпиграмме 687 («Культа Аммонова ложь едва лишь Гессий изведал…») источником пророчества для него стал оракул Зевса-Аммона, который ещё существовал в конце IV века, несмотря на введённые запреты. Астрология была также запрещена со времён императора Константина Великого, но к этому же времени относятся труды астролога Павла Александрийского. Обещанное Гессию в следующей эпиграмме «кресло ипатов» и «великую власть» из эпиграммы 684 обычно интерпретируют как консульство. Смерть Гессия была, видимо, мучительной. По предположению Зеека он был казнён, и намёки Паллада можно интерпретировать как указание на казнь путём распятия. На это указывает фраза «почесть последнюю ты, символы власти обрёл» и настойчивое упоминание о хромоте — во время распятия пригвождали ноги. Столь суровое наказание можно объяснить ужесточением антиязыческого законодательства при императоре Феодосии I, отправившего в 390 году Кинегия для борьбы с идолопоклонством. В целом, согласно реконструкции Боура, Гессий покинул Александрию в начале 380-х годов и отправился в Италию, где в это время узурпатор Евгений пытался захватить власть при поддержке языческой аристократии. Обвинение в измене совместно с обращением к оракулу объясняет, по мнению историка, жестокую казнь вскоре после 392 года, которым датировано последнее письмо к нему Либания, неудачливого искателя «великой власти».
В 1964 году к вопросу о судьбе Гессия обратился английский историк Алан Кэмерон. Он не согласился с отождествлением Гессия с президом Фиваиды и с оппонентом Шенуте, а также указал на маловероятность применения распятия в этот период времени. Хотя император Феодосий был человеком сурового нрава, после победы над Евгением о снисходительности к побеждённым просил влиятельный епископ Амвросий Медиоланский, и прощение было даровано. Также Кэмерон обращает внимание на то, что Либаний был осторожным человеком и учитывал, что его письма будут в конце концов обнародованы. Этим объясняется отсутствие среди сохранившихся его писем документов, относящихся к 365—388 годам, за которые он мог быть заподозрен в поддержке узурпаторов Прокопия и Максима. Поэтому он не стал бы сохранять письма к стороннику Евгения. В конечном счёте Кэмерон подвергает сомнению все выстроенные его предшественниками цепочки отождествлений, как недоказуемые, а тон эпиграмм Палладия объясняется обычной завистью посредственного грамматиста к преуспевающему ритору, который при этом не был язычником. Также, по мнению Кэмерона, Палладий имел в виду не египетского, а антиохийского Гессия. Однако при этом египетский корреспондент Либания мог быть врагом Шенуте. Тем не менее, исследователь согласен с тем, что Гессий был распят, но не по приказу императора, а язычниками во время беспорядков в Александрии в 391 году.

## Гессий и Шенуте

### События в описании Шенуте

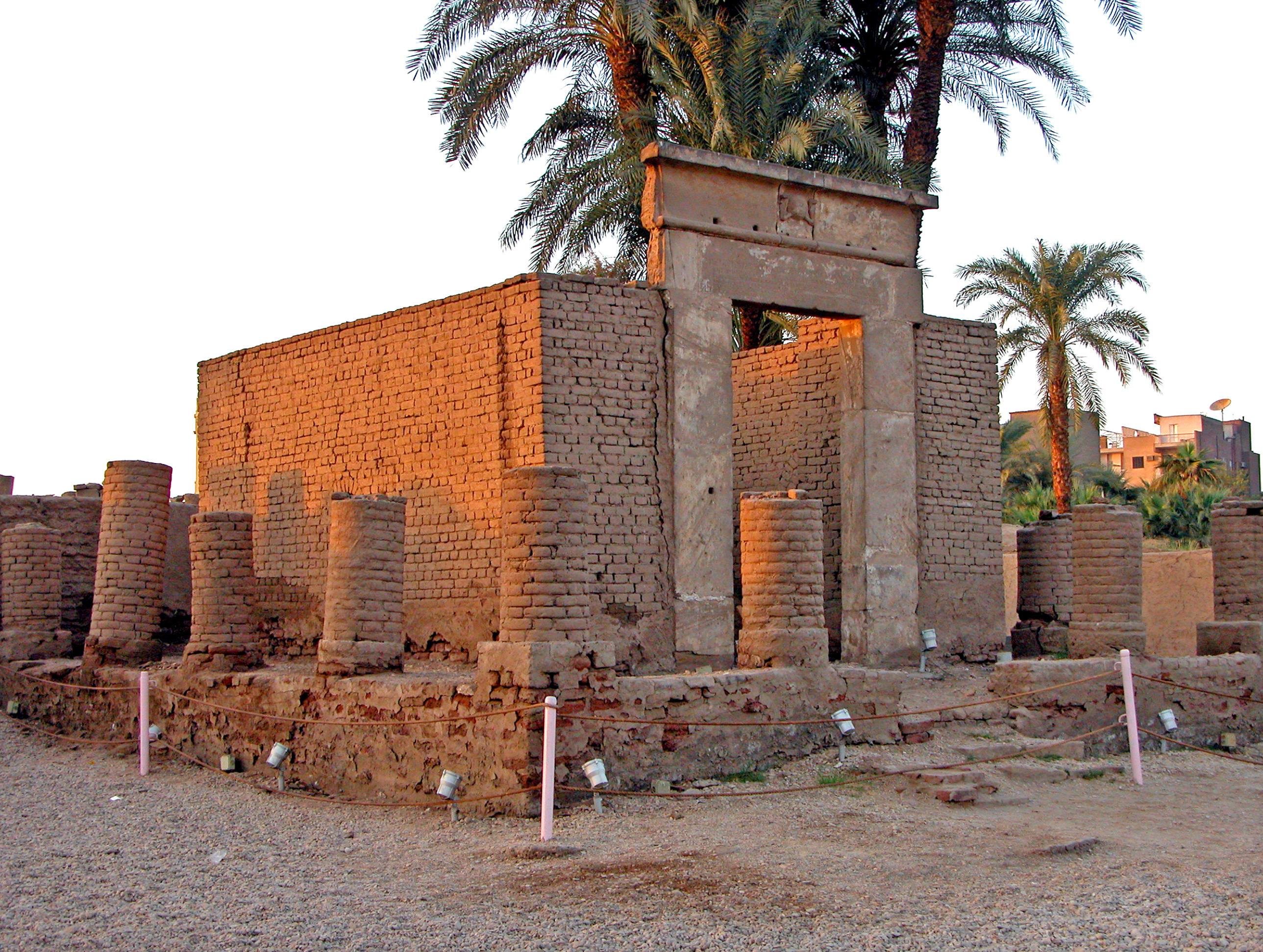
Римский храм в Луксоре.

Настоятель Белого монастыря в Верхнем Египте Шенуте (ум. ок. 466) является одним из самых почитаемых святых Коптской православной церкви. Помимо значительно вклада в развитие идей монашеского общежития, Шенуте запомнился своей борьбой с пережитками языческой религии. Из трудов Шенуте известно, что значительная часть его усилий в этом направлении была обращена против не называемого — специально, чтобы не увековечивать — по имени человека. Однако много раз Шенуте называет этого человека «нечестивейшим», «этим безумцем», «этим грешником», «врагом из Паноплиса» и так далее. Хотя нельзя утверждать достоверно, что речь во всех случаях идёт об одном и том же лице. О нём известно, что это был богатый землевладелец из Паноплиса, ведший роскошный образ жизни и притеснявший бедных крестьян. Он был язычником, который открыто богохульствовал против Христа, отрицая его божественность. По предположению первого современного исследователя жизни и произведений Шенуте И. Ляйтпольдта (1903), в настоящее время не оспариваемому, это был упоминаемый только один раз в позднейшей биографии Шенуте Кесий или Гесий. Не соглашаясь с мнением А. Кэмерона, американский коптолог Стефен Эммель полагает Гесия, с которым имел дело Шенуте, тождественным президу Фиваиды Флавию Элию Гессию. Учитывая, что нет серьёзных возражений против приписываемой египетскому архимандриту продолжительности жизни в 118 лет, это вполне возможно. Из современников Флавия Гессия, занимавшего тот же пост, хорошо известна биография Флавия Татиана, занимавшего этот пост в 367—370 годах. В отличие от Гессия, чья карьера не получила дальнейшего развития, Татиан достиг высокого поста префекта претория Востока. Возможно, однако, что будучи помещиком в Панополисе Гесий дожидался высокого назначения.
Взаимоотношения Шенуте и Гесия определялось не только тем, что монах вёл непримиримую борьбу с язычеством, но и его отношением к тайным язычникам, прежде всего высокопоставленным. Их Шенуте считал самыми опасными из всех, согласно «Житию Шенуте» (обширному корпусу текстов IV—VII веков), он их не удостаивал благословения и открыто обличал. Труды Шенуте и его «Житие» дают следующую картину событий. Поместье Гесия находилось на противоположном берегу Нила от монастыря Шенуте. По какой-то причине Гесий посетил монастырь Шенуте и объявил, что хотя он раньше был язычником, это была ошибка молодости, и теперь всё в прошлом. Сомневаясь в истинности обращения в христианство своего соседа, Шенуте с двумя помощниками совершил тайный рейд в его дом (это описано в тексте известном как «Не потому, что лиса лает…»), обнаружил там идолов (по его словам — Мина (Пана), традиционное божество Панополиса) и обвинил его в лицемерии. Через некоторое время Гесий пригласил Шенуте проверить свой дом, в котором на этот раз не было следов языческого культа, но Шенуте этим не убедился и произнёс торжественную речь, в которой выразил убеждённость в том, что в душе помещик по-прежнему язычник. Он совершил ещё один тайный набег на дом Гесия и вновь обнаружил там идолов, разорвал найденные папирусы и разбросал приготовленные жертвоприношения. История умалчивает, чем завершилось это противостояние, но согласно первому биографу и ученику Шенуте Бесе, его учитель видел лицемера в преисподней с языком, привязанным к большому пальцу ноги, претерпевающим безжалостные мучения.

### Современная интерпретация
Описания Шенуте сложно интерпретировать однозначно, прежде всего из-за разрозненности корпуса его произведений и, соответственно, произвольности абсолютной и относительной хронологии событий. Часто этот сюжет рассматривается как отражение существовавшей в то время социоэкономической напряжённости между обедневшими слоями этнических египтян (коптов) и эллинистическими землевладельцами. Первые из них были преимущественно христианами, вторые часто были язычниками. В таком подходе предполагается, что Шенуте действовал на волне националистических выступлений «египтян» против «греков». C другой стороны, Шенуте претендовал на статус покровителя местных жителей, оспаривая этот статус у землевладельцев, в частности Гесия. В этом случае Гесий выступает как защитник традиционных ценностей, местных божеств и устроитель языческих празднеств и, преследуя Гесия, Шенуте ведёт в его лице борьбу с этими культами. Однако, по мнению С. Эммеля, в такой картине сложно дать ответ на вопрос, зачем Гесию, если он являлся важной публичной фигурой и сторонником язычества, стремиться убедить Шенуте в искренности своего обращения в христианство, что в его доме нет идолов. В связи с этим Эммель склоняется к предположению о том, что Гесий был тайным язычником, и нет оснований предполагать, как это видится Д. Франкфуртеру, что он открыто практиковал языческие ритуалы. Приписываемые Гесию богохульные высказывания об отсутствии божественности у Иисуса могли быть повторением взглядов христианских еретических течений адопционистов или субордиционалистов. По предположению Эммеля, удалившийся в своё поместье Гесий оставил в прошлом язычество и, следуя духу времени, перешёл в христианство. К несчастью для него, по соседству с его поместьем оказался монастырь фанатичного противника тайных язычников, избравшего его в качестве своей жертвы. На основе датировки различных текстов Шенуте предлагаются датировки этого конфликта, относя его либо к началу 400-годов, либо к 430-х годам.
Внимание современных исследователей к личности Гессия обусловлено тем, что его сопоставление с Шенуте позволяет построить конфликт, с помощью которого можно попытаться понять сельское общество позднеантичного Ближнего Востока. В противопоставлении себя Гессию Шенуте определяет свою общественную роль: один строит церкви и монастыри во славу Бога, другой особняки, бани и лодки в свою честь; провинциальное начальство обменивалось тёплыми визитами с Шенуте и не желало прислушиваться к жалобам Гессия на преследования со стороны фанатиков. Во всех значимых отношениях Гессий выступает антагонистом Шенуте.

### Исследования
на английском языке
- Bowra C. M. The Fate of Gessius // The Classical Review, New Series. — Cambridge : Cambridge University Press, 1960. — Vol. 10, № 2. — P. 91-95. — JSTOR 702917.
- Cameron A. Palladas and the fate of Gessius // Byzantinische Zeitschrift. — Stuttgart : Walter de Gruyter, 1964. — Vol. 57. — P. 279-292.
- Emmel S. From the Other Side of the Nile: Shenute and Panopolis // Perspectives on Panopolis: An Egyptian Town from Alexander the Great to the Arab Conquest: Acts from an International Symposium Held in Leiden on 16, 17 and 18 December 1998. — 2002. — P. 95-113.
- Frankfurter D. Religion in Roman Egypt: Assimilation and Resistance. — Princeton University Press, 1998. — 314 p. — ISBN 0-691-02685-8.
- Jones A. H. M., Martindale J. R., Morris J. The Prosopography of the Later Roman Empire. — Cambridge: Cambridge University Press, 1971. — 1152 p.
- López A. G. Shenoute of Atripe and the Uses of Poverty: Rural Patronage, Religious Conflict, and Monasticism in Late Antique Egypt. — Berkley : University of California Press, 2013. — 237 p. — ISBN 978–0-520–27483–9.

на русском языке
- Головнина Н. Г. Круг церковных проблем и поиск их решения в Нижнем Египте в IV-V вв. (по сочинениям Шенуте) // Жизнь во Христе: христианская нравственность, аскетическое предание Церкви и вызовы современной эпохи. VI Международная богословская конференция Русской Православной Церкви (Москва, 15-18 ноября 2010 г.). — 2012. — С. 299-308.